# الحجاج (جبلة)

تعديل مصدري - تعديل

الحجاج محلة تابعة لقرية الشباح، التابعة لعزلة الشهلي بمديرية جبلة إحدى مديريات محافظة إب في الجمهورية اليمنية، بلغ تعداد سكانها 83 حسب تعداد اليمن لعام 2004.